# De Havilland Mosquito
de Havilland DH.98 Mosquito („Komár“) byl britský víceúčelový bojový letoun, který od počátku svého nasazení roku 1941 představoval tvrdý oříšek pro stíhače Luftwaffe, jimž většinou unikal díky své vysoké rychlosti. Byl používán jako lehký bombardér, noční i denní stíhač a průzkumný letoun. Pro své kvality, které měl i přesto, že většina stroje byla tvořena dřevěnou konstrukcí, dostal přezdívku „Dřevěný zázrak“.

## Vývoj

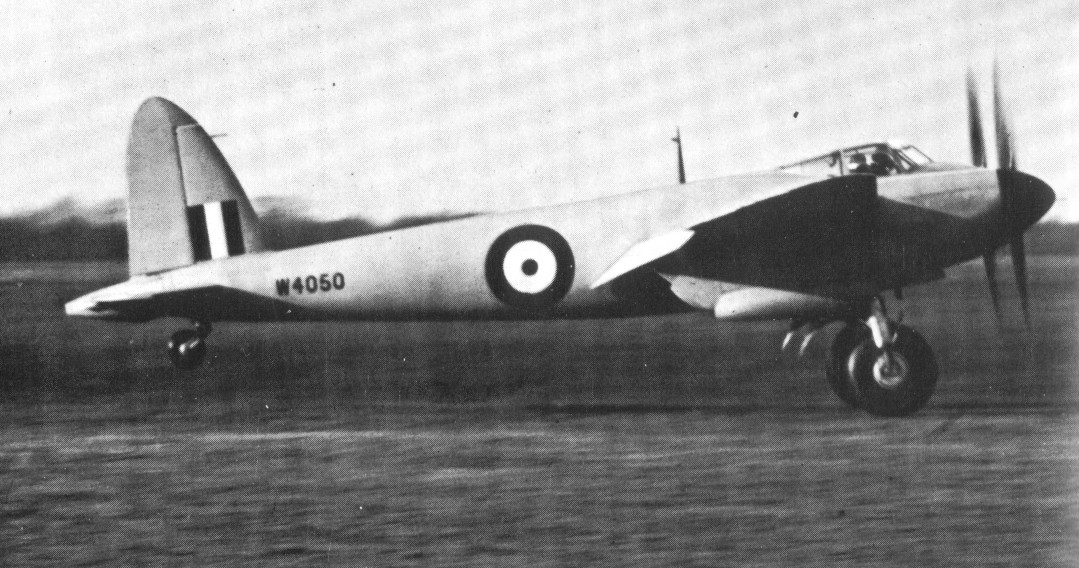
Prototyp Mosquita W4050, přistávající po zkušebním letu 10. ledna 1941. Ten den byly provedeny čtyři lety

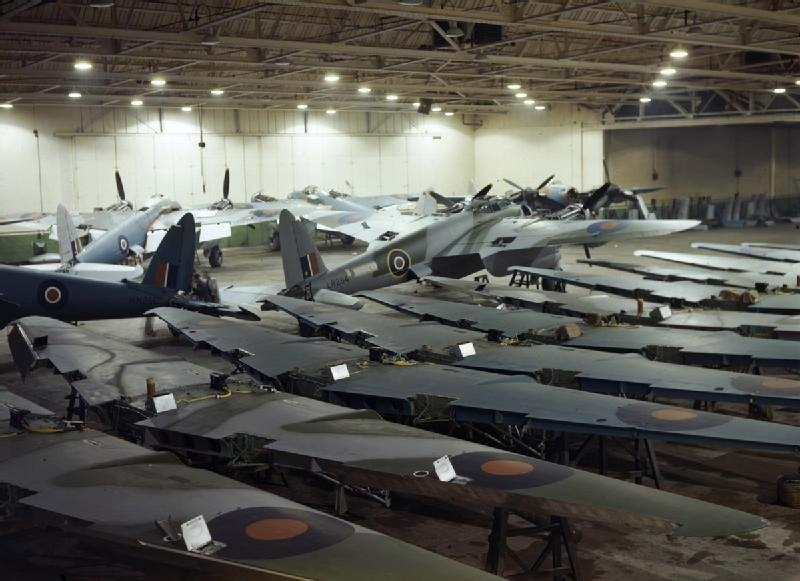
Výroba letadel Mosquito v továrně v Hatfieldu

Letoun Mosquito vznikl ve firmě de Havilland Aircraft Co. v říjnu 1938. Bylo plánováno, že se bude díky své rychlosti užívat jako neozbrojený denní bombardér. Britské vojenské kruhy se na tento stroj dívaly s nedůvěrou, ale v roce 1940 daly souhlas k jeho výrobě. Bylo plánováno, že se bude používat pro průzkum. První prototyp vzlétl v Hatfieldu 25. listopadu téhož roku s motory Rolls-Royce Merlin RM35M a překvapil svými výkony – byl rychlejší než řadové jednomotorové stíhačky. Jeho rychlost 640 km/h, obratnost a příjemné letové vlastnosti zaručily rychlý souhlas se sériovou výrobou. Druhý prototyp stíhacího DH.98 Mosquito Mk.II poprvé vzlétl 15. května 1941 s neprosklenou přídí, výzbrojí čtyř kulometů a čtyř 20mm kanónů a dvoumístnou kabinou. Vývoj této varianty směřoval především k jejímu přizpůsobení pro noční stíhání. Součástí výstroje NF Mk.II se stal radiolokátor AI Mk.IV nebo Mk.V a tlumiče plamenů na výfucích, vyzbrojeny byly čtyřmi leteckými kanóny British Hispano Mk.I ráže 20 mm a čtyřmi kulomety Browning ráže 7,7 mm.
Montáží novějších radarů AI Mk.VII a Mk.VIII s parabolickou anténou do draku Mosquita vznikl typ NF Mk.XIII a instalací amerického radaru SCR 720 či 729 s odlišným dielektrickým krytem typ NF Mk.XVII. Všechny stroje s parabolickou anténou byly vyzbrojeny pouze čtyřmi 20mm kanóny. Pět kusů speciální výškové verze noční stíhačky NF Mk.XV neslo radar Mk.VIII, čtyři kulomety ve výstupku pod trupem a byly vybaveny přetlakovou kabinou. Následovalo 260 NF Mk.XIII s motory Merlin 21 nebo 23, 280 kusů NF Mk.XIX s větším krytem antény radaru a motory Merlin 25 a NF Mk.30 z června 1944 poháněná motory Merlin 76 nebo 113. Poválečné verzi NF Mk.38 předcházela NF Mk.36 z května 1945. Třetí, neozbrojený prototyp (W4051), zalétaný 10. června 1941 byl spolu s deseti prvními sériovými stroji PR. Mk.I se zabudovanými motory Merlin 21 po 1072 kW přidělen 1. fotoprůzkumné jednotce v Bensonu. V září 1941 začaly z výrobní linky vycházet bombardovací varianty Mosquito B Mk.IV Series 1 s motorovými gondolami nepřesahujícími odtokovou hranu křídla (38 kusů) a B Mk.IV Series 2 s delšími motorovými gondolami (300 kusů). První Mk.IV zařadila do své výzbroje 105. peruť RAF v polovině května 1942. Odlehčením bombardovacích "čtyřek" následovalo 32 fotoprůzkumných strojů PR. Mk.IV, jejichž motory Merlin 21 nebo 23 si ponechaly. Pět výškových PR. Mk.VIII s motory Merlin 61 o výkonu 1235 kW každý, vzniklo rovněž úpravou z B Mk.IV.

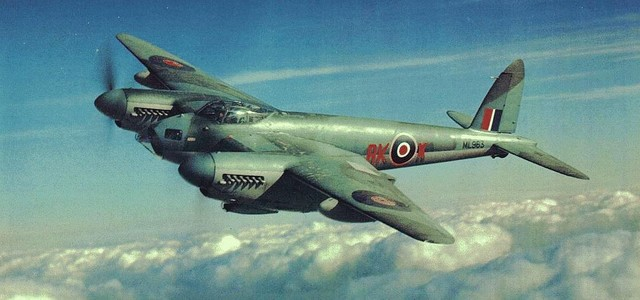
Mosquito Mk.XVI 8K-K sériového čísla ML963. Stroj létal u 571. squadrony (perutě) RAF. Byl ztracen z technických příčin při náletu na Berlín v noci z 10. na 11. dubna 1945. Mosquito vzlétlo v 21:37 z letiště Oakington, osádku tvořili Flying Officer Richard D. Oliver, RAFVR (dobrovolnická záloha Královského letectva) a Flight Sergeant Lewis M. Young, RAAF. Kvůli přehřívání a následnému požáru motoru byla dvoučlenná osádka nucena letoun opustit. Přistáli za německými liniemi, ale díky chaosu, který vládl v Německu v posledních týdnech války, se oběma mužům podařilo vyhnout se zajetí. Po čtyřech dnech se po přechodu fronty dostali k spojeneckým jednotkám, ještě před koncem dubna byli nazpět u své squadrony. Oné noci Mosquita z No. 8 Group RAF provedla 77 bojových vzletů, jejichž cílem bylo hlavní město „tisícileté říše“ (jen Mosquita z Light Night Striking Force — součást No. 8 Group RAF, tzv. Pathfinder Force — provedla celkem 105 vzletů, Mosquito s/n ML963 představovalo jejich jedinou ztrátu).

Od února 1943 začaly k bojovým útvarům proudit dodávky stíhacích-bombardovacích FB Mk.VI s dvanáctiválcovými motory Rolls-Royce Merlin 21 na které navázalo 25 strojů FB Mk.XVIII s instalovaným pancéřováním a kanónem Molin ráže 57 mm, který doplňovaly jen dva kulomety v přídi. Vývojová linie bombardérů pokračovala výškovou verzí B Mk.IX vyrobenou v počtu 54 letounů a 6. května 1943 zalétanou průzkumnou variantou PR. Mk.IX s motory Merlin 72 (90 strojů). Zvětšenou pumovnici a částečně přetlakovou kabinu mělo 1200 vyrobených strojů Mosquito B Mk.XVI a z nich odvozených 432 PR. Mk.XVI. Dalším odlehčením "šestnáctek", zvětšením rozpětí a montáží motorů Merlin 113 o výkonu 1242 kW vzniklo pět strojů PR. Mk.32. Dne 4. prosince 1944 poprvé vzlétl typ PR. Mk.34 určený pro pacifické bojiště se zvětšeným objemem palivových nádrží v rozšířeném prostoru v místě obvyklé pumovnice. Do konce války bylo vyrobeno 50 strojů, z nichž se mnohé po válce přestavovaly na Mk.34A záměnou Merlinů 113 a 114 na výkonnější 114A s výkonem 1257 kW každý. Válečný vývoj bombardovacích Mosquit byl završen variantou B Mk.35 z března 1945 a fotoprůzkumným typem pro snímkování s fotobleskem PR. Mk.35. Nejpočetnější byla stíhací a bombardovací verze FB. Letouny verze NF.30, byly tak rychlé, že je nedostihlo žádné vrtulové letadlo Luftwaffe, několik letounů však bylo sestřeleno nočním stíhačem Heinkel He 219. Bombardovací verze Mosquita Mk.IV donesla náklad pum na stejnou vzdálenost jako americký čtyřmotorový Boeing B-17 Flying Fortress. Mosquita byla také používána pro lety mezi neutrálním Švédskem a Velkou Británií, při nichž proudily do Británie strategické produkty.

## Operační nasazení

Kanony a pumy australského Mosquita Mk VI

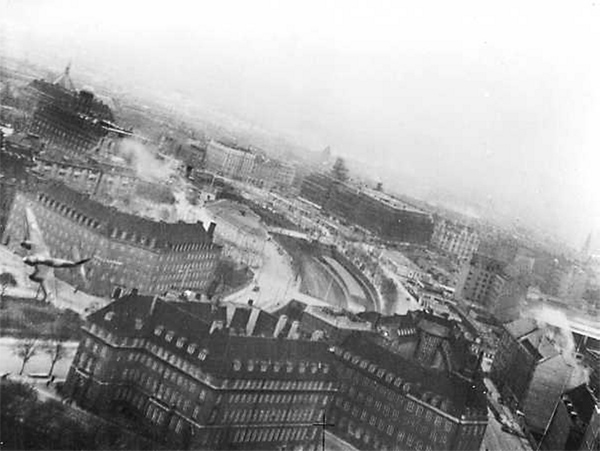
Operace Carthage - bombardování sídla Gestapa v Kodani v březnu 1945. Vlevo viditelná Mosquita.

Mosquito mělo v druhé světové válce široké uplatnění. Nejprve byly nasazeny fotoprůzkumné verze, jež absolvovaly první bojové lety v září 1941. První jednotka, kterou vyzbrojili jeho bombardovací verzí B. Mk.IV, byla 105. bombardovací peruť RAF 2. bombardovací skupiny na letišti Marham. Tato jednotka podnikla 31. května 1942 nálet na Kolín nad Rýnem. Noc předtím město bombardovalo přes tisíc spojeneckých strojů a Mosquita se měla setkat s těžkými útoky nepřátelských stíhačů. Po odhození pum však nová Mosquita využila svou rychlost a nepříteli unikla. Mnohem známější však byl útok strojů této jednotky na budovu gestapa v Oslu. Podobný útok uskutečnila 487. novozélandská peruť RAF, 464. australská peruť RAF a 21. peruť RAF pod vedením Ch. Pickarda na věznici ve francouzském městě Amiens 18. února 1944. Útok, při kterém se většině nacisty vězněných francouzských vlastenců podařilo z vězení uprchnout, se do historie zapsal jako operace Jericho. 11. dubna 1944 zaútočila Mosquita 613. perutě (City of Manchester) na gestapo v Haagu. Podobně účinkovala 25. března 1945 při operaci Carthage, když zaútočili na gestapo v Kodani.
V roce 1943 sloužilo v Royal Air Force více než 1000 strojů tohoto typu. 30. ledna 1943 uskutečnila Mosquita 105. perutě nálet na Berlín, kde právě probíhaly nacistické manifestace na počest desátého výročí Hitlerova jmenování do funkce kancléře. Němce přiváděla činnost těžce polapitelných průzkumných a bombardovacích Mosquit k zoufalství. K boji proti nim vytvořili speciální Jagdgruppen 25 a 50 vyzbrojené stroji Bf 109G-6, ale jejich činnost nebyla úspěšná. Při 320 náletech na Berlín v roce 1943 Spojenci ztratili jen 12 strojů Mosquito. Stroji, které byly pro Mosquito velkým nebezpečím, byly zejména noční stíhací Heinkely He 219 nebo Messerschmitt Me 262. Těch však nebyl nikdy dostatek. Mezi nejznámější piloty Mosquit patří Angličané John Cunningham, Bob Braham, Branse Burbridge, Francouz Max Guedj, Australan Sidney Cotton a Polák Bolesław Orlinski.
Mosquita byla také používána pro lety mezi neutrálním Švédskem a Velkou Británií, při kterých proudily do Británie strategické produkty. Letoun byl nejen vyráběn v Anglii, kde se licenčně vyráběl u firem Airspeed, Percival Aircraft Ltd. a Standard Motors, ale v dalších státech světa, a to i po ukončení druhé světové války, kdy byl ještě do roku 1950 dále vyráběn. Australská produkce dala vzniknout 212 letounům verze FB Mk.40 s americkými motory Packard Merlin 33 a 69, z nichž bylo 6 strojů upraveno na domácí průzkumnou verzi PR Mk.40, 28 kusů na Mk.41, nebo na cvičné Mk.43. Kanadská výroba od září 1942 produkovala bombardovací B Mk.VII s americkou výstrojí a motory Packard Merlin, příbuzné s verzí FB Mk.VI. Pro USAAF bylo určeno 40 letounů Mosquito B Mk.XX, které je používalo jako fotoprůzkumné s označením F-8. U de Havilland Aircraft of Canada v Downsview v Torontu vznikla také bombardovací verze B Mk.25, stíhací-bombardovací FB Mk.21 a FB Mk.26, či cvičné Mk.43.

### Československo
Stroje sloužily i mnoha československým letcům v RAF (zejména v 68. noční stíhací peruti). Těchto elegantních strojů si užili českoslovenští letci i po válce, protože Československá armáda měla tyto stroje varianty Mosquito FB Mk.VI krátce po válce ve své výzbroji pod označením B-36. Provozovala též cvičnou verzi T.Mk.III pod označením CB-36. Celkem se jednalo o 26 letounů obou verzí. Sloužily u Leteckého pluku 24, Leteckého pluku 25 a 47. průzkumného leteckého pluku. Vyřazeny byly roku 1953.

## Verze letounu
- PR.I: fotoprůzkumná verze
- NF.II: noční stíhací letoun
- T.III: cvičný letoun

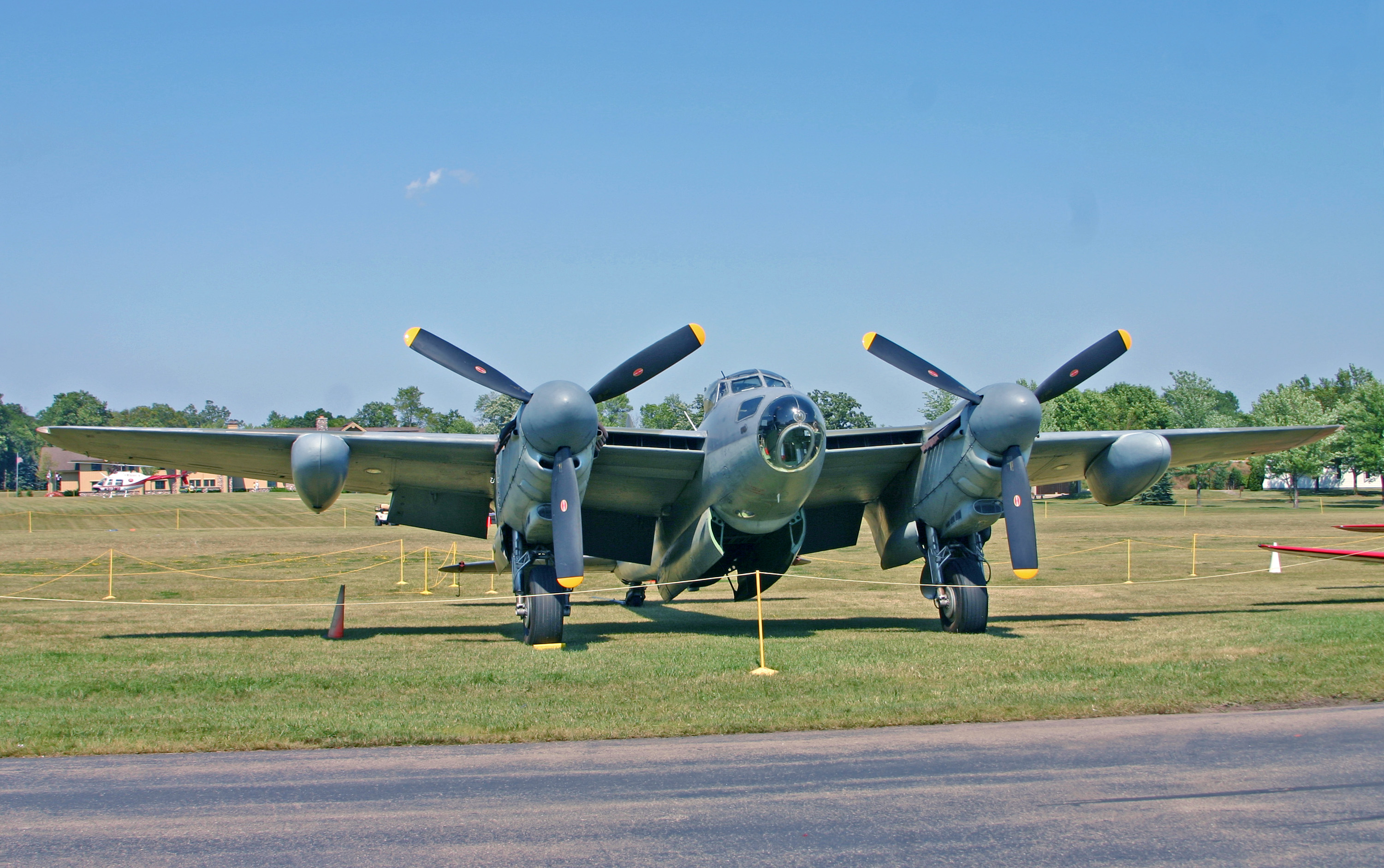
Mosquito B.Mk 35

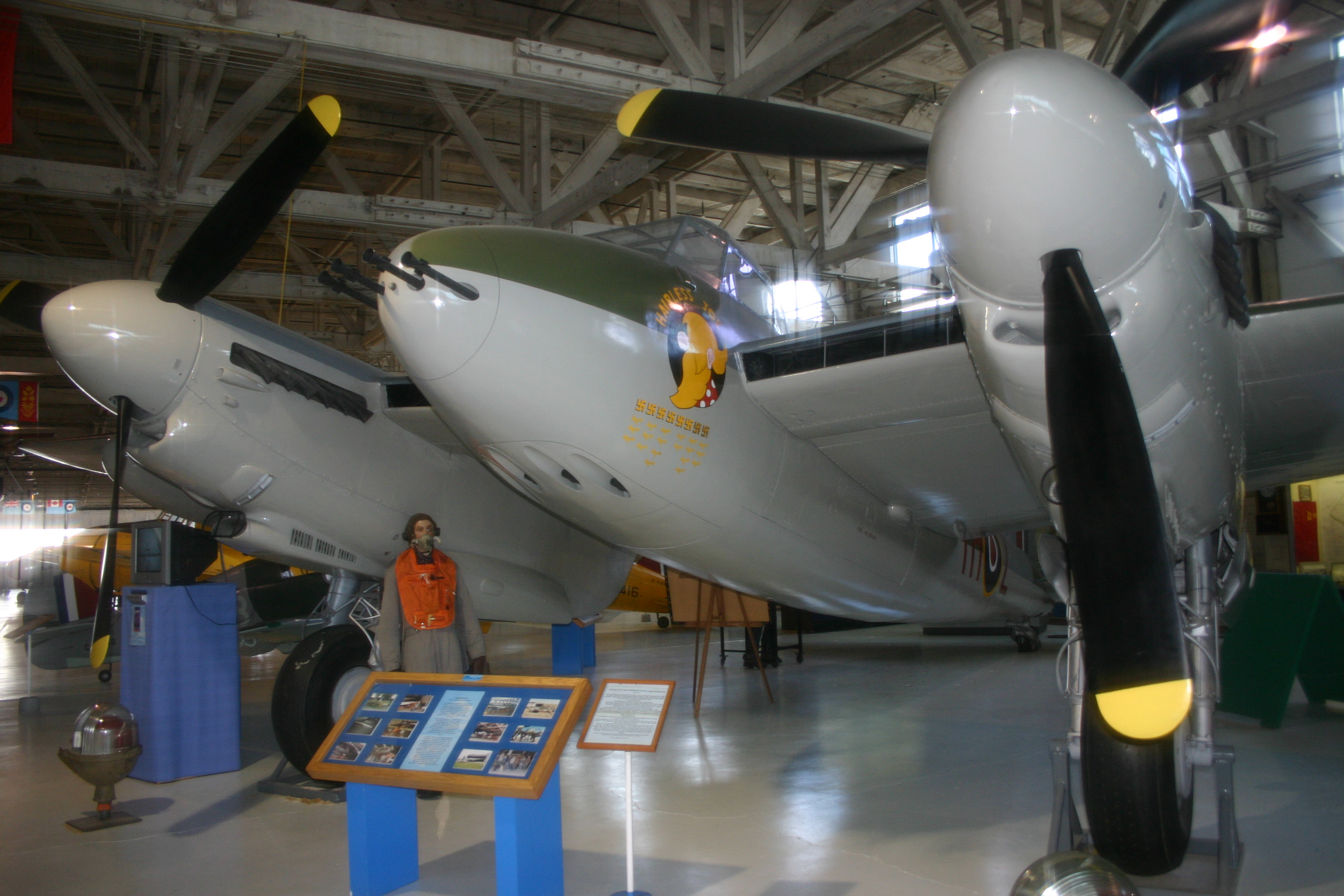
Mosquito B 35 v muzeu v Edmontonu, Alberta

- B.IV: neozbrojený bombardér nesoucí čtyři 227 kg pumy
- FB.VI: stíhací bombardér a denní a noční těžký stíhací letoun
- B.VII: letouny verze Mk.IV postavené v Kanadě.
- PR.VIII: průzkumná verze
- Mk.IX: bombardér, průzkumný letoun
- NF.XII: verze NF.II s radarem
- NF.XIII: schopnost nést přídavné nádrže
- NF.XV: výškový stíhací.
- Mk.XVI: zvětšená pumovnice, přetlaková kabina
- NF.XVII: noční stíhací letoun s novým radarem AI Mk.X nebo SCR.
- FB.XVIII: s 57mm poloautomatickým kanónem Molins M, přezdívaný „Moucha tse-tse“, pro účely pobřežního letectva
- NF.XIX: přestavba verze Mk.XIII
- B.XX: verze stavěná v Kanadě
- FB.21 až T.29: kanadská označení letounů s motory Packard V-1650
- NF.30: Noční stíhačka s dvoustupňovými motory, novými vrtulemi a radarem
- PR.32: průzkumná verze se zvětšeným rozpětím a motory Merlin 113/114.
- Mk.33: první námořní Sea Mosquito se skládacími křídly
- PR.34: průzkumná verze
- B.35: bombardovací verze
- NF.36: poválečná stíhací verze s motory Merlin113/114 a radarem AI Mk.X.
- TF.37: stíhací a torpédová verze
- NF.38: poslední stíhací verze
- TT.39: letoun pro vlečení vzdušných terčů.
- FB.40: australská verze Mk.VI
- PR.41: v Austrálii odvozená verze od PR.IX a Mk.40
- T.43: australská cvičná verze

## Uživatelé

### Vojenští uživatelé
- Austrálie
  - Royal Australian Air Force
- Belgie
  - Belgické letectvo
- Československo
  - Československé letectvo
- Čínská republika
  - Letectvo Čínské republiky
- Čína

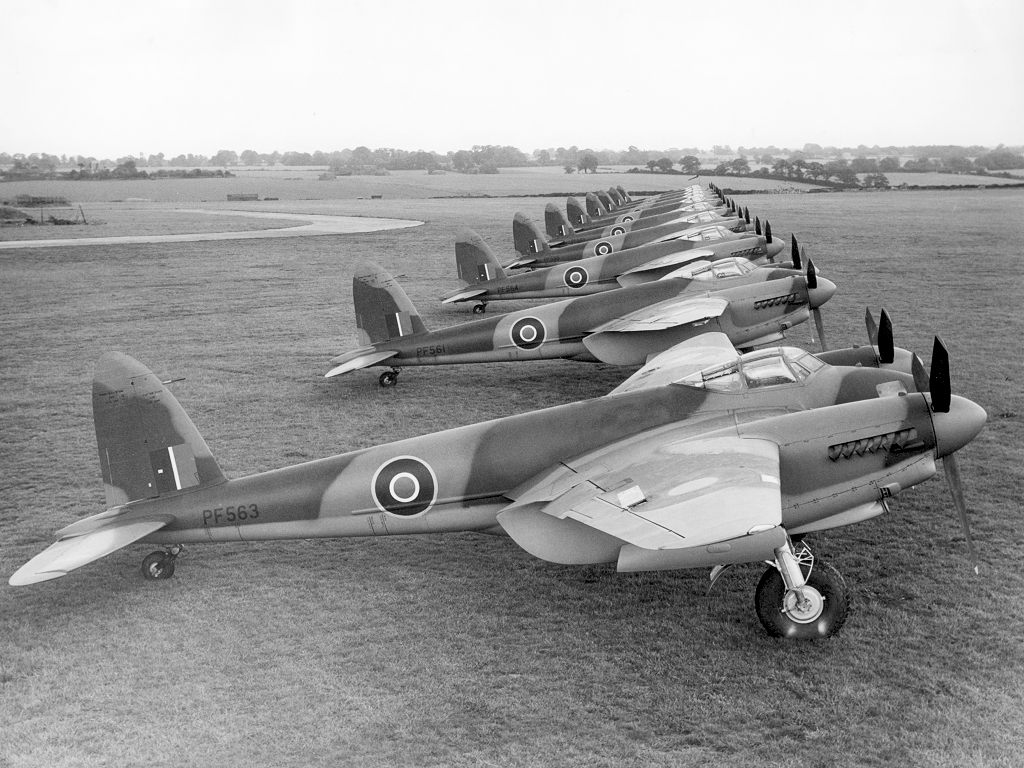
Nová Mosquita XVI vyrobená továrnou Percival: viz sériová čísla PF563, PF561 a 564.

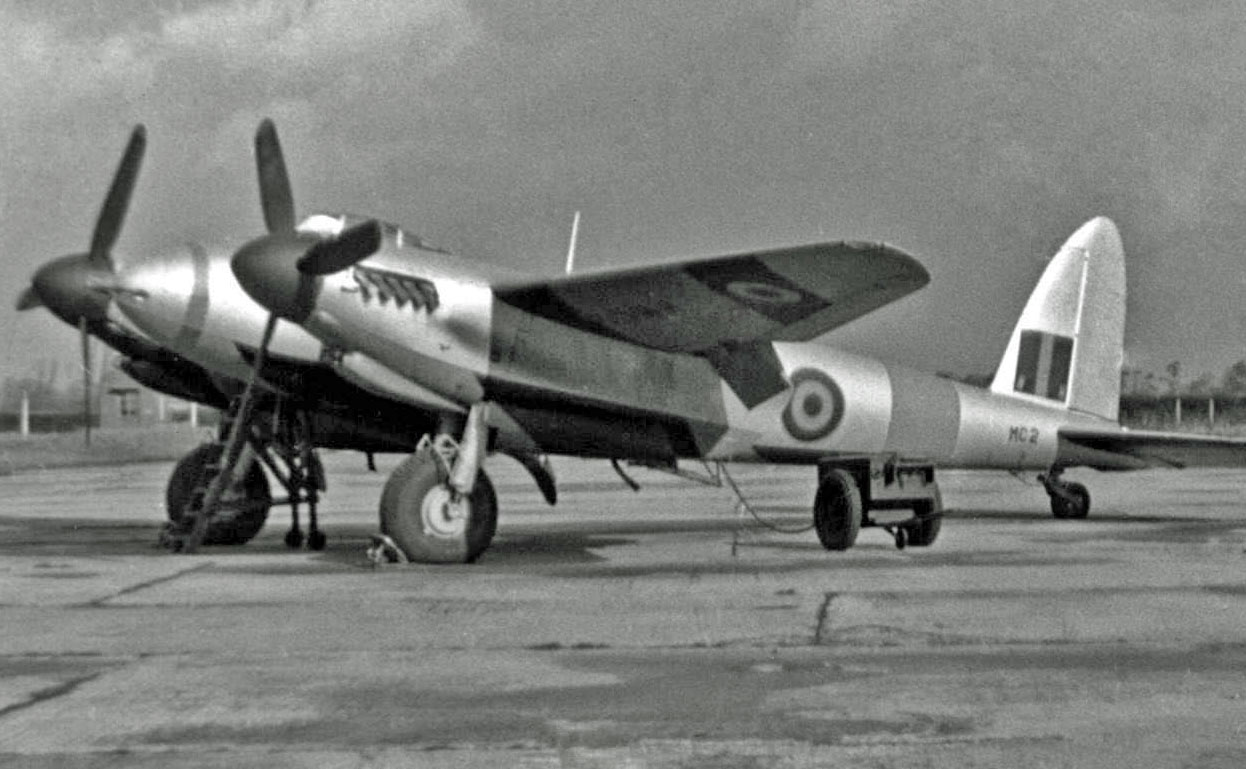
DH.98 Mosquito FB.VI belgického letectva

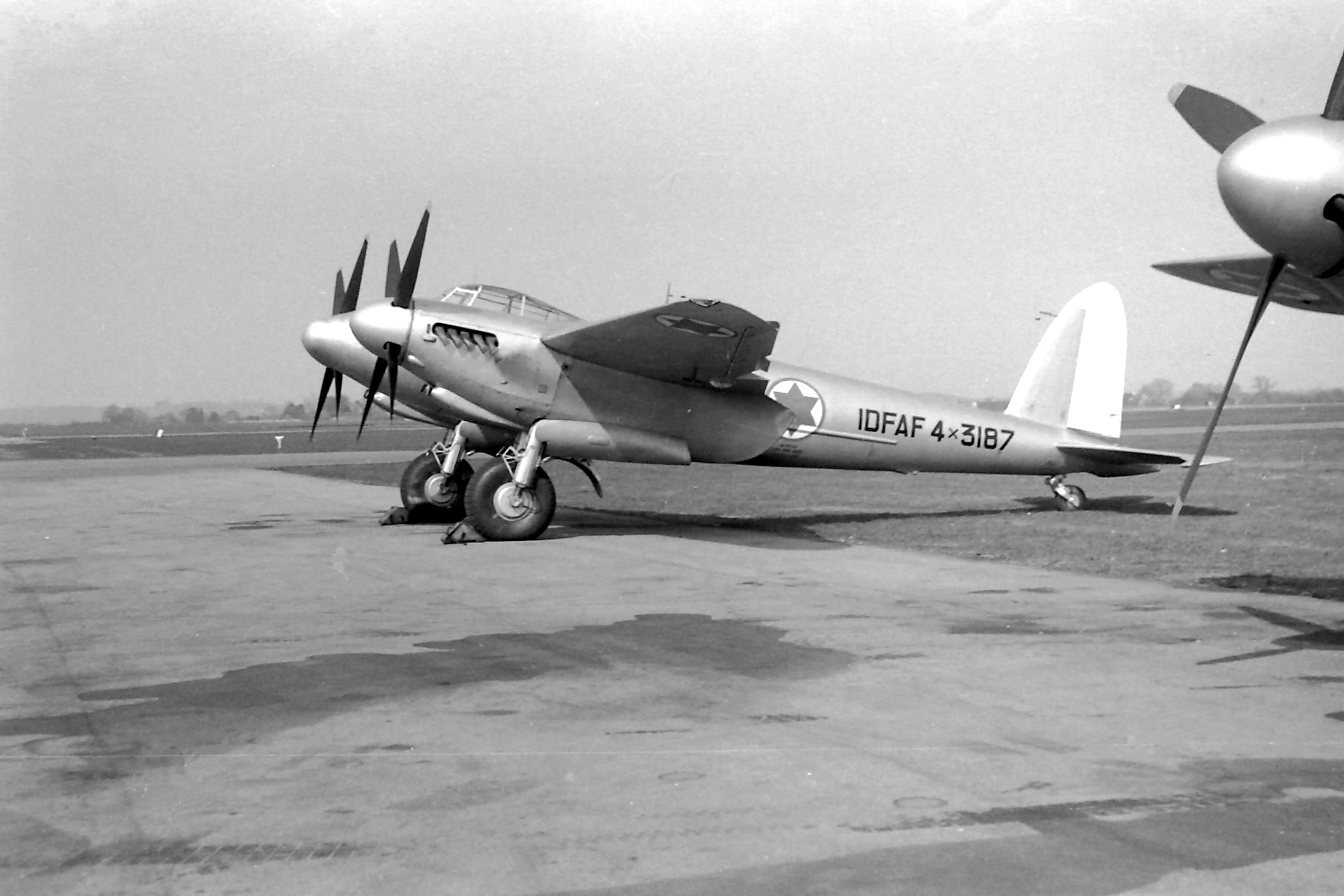
Izraelské Mosquito TR.33, 1955

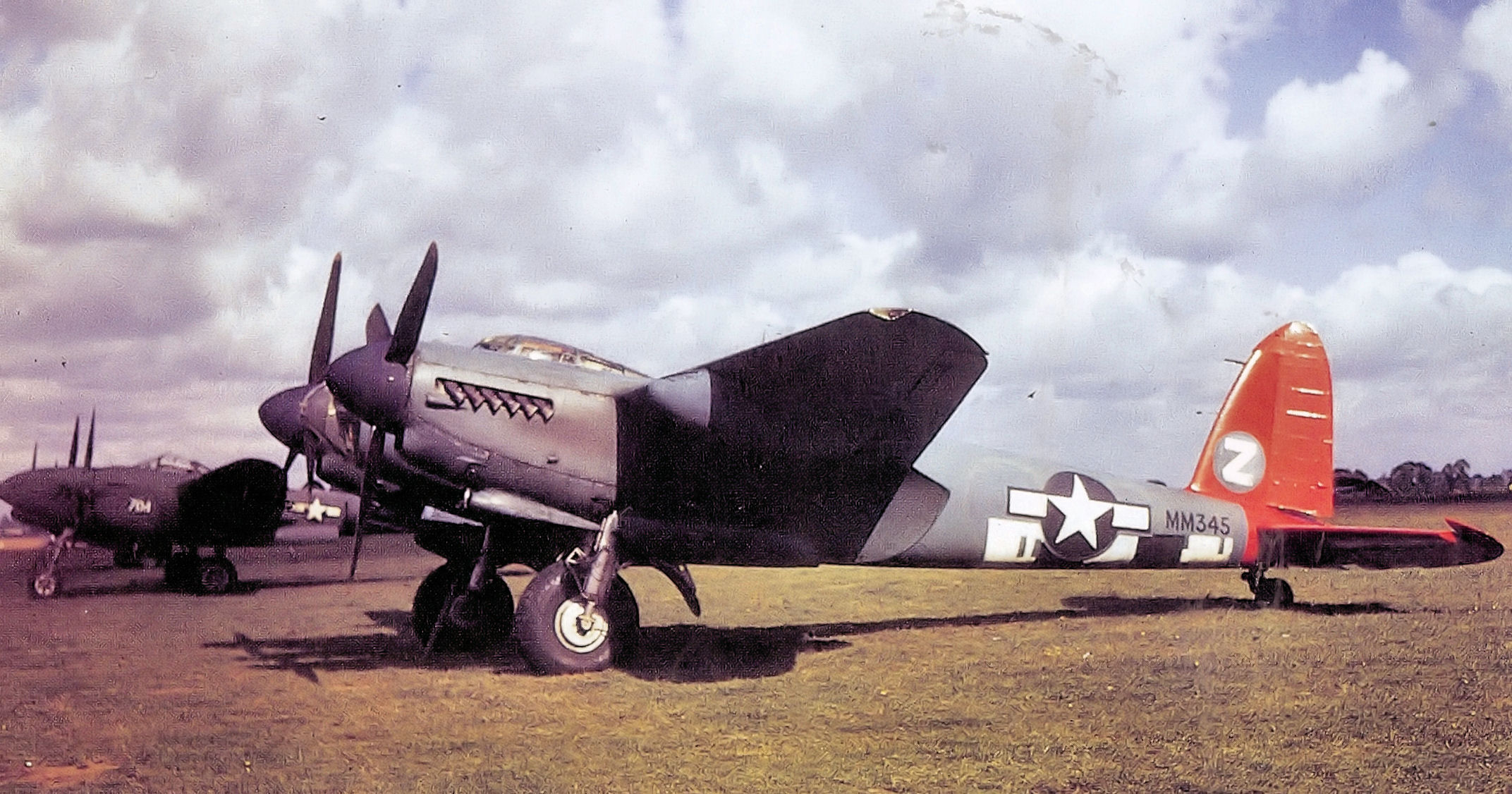
Mosquito PR.XVI užívané americkou 8. leteckou armádou

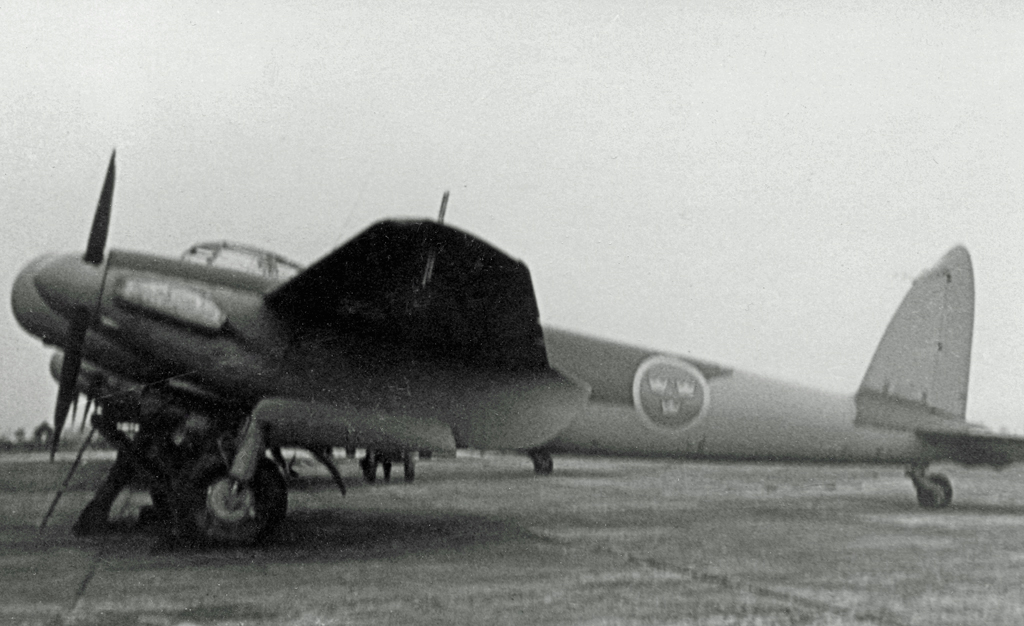
DH.98 Mosquito NF Mk.XIX, Flygvapnet

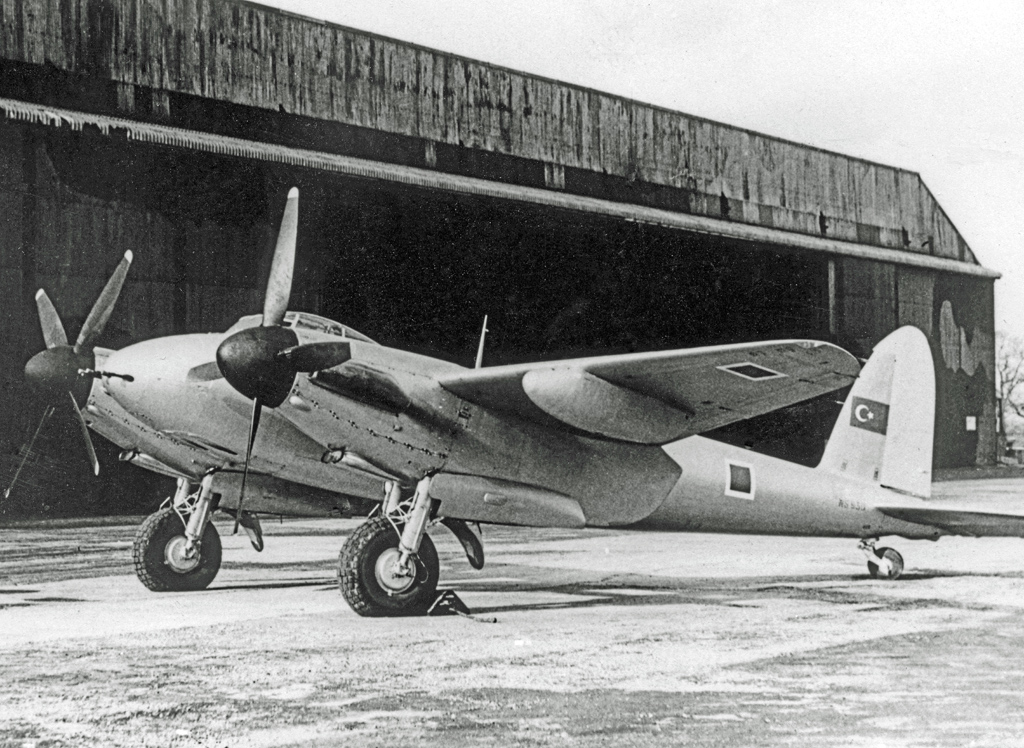
DH.98 Mosquito FB Mk.VI NS930 tureckého letectva

  - Letectvo Čínské lidové osvobozenecké armády (ukořistěné exempláře)
- Dominikánská republika
  - Dominikánské letectvo
- Francie
  - Armée de l'air
- Haiti
  - Haitské letectvo
- Izrael
  - Izraelské vojenské letectvo
- Jihoafrická unie
  - South African Air Force
- Jugoslávie
  - Letectvo Socialistické federativní republiky Jugoslávie
- Kanada
  - Royal Canadian Air Force
- Norsko
  - Norské královské letectvo
  - Norské královské námořnictvo
- Nový Zéland
  - Royal New Zealand Air Force
- Polsko
  - Polské exilové vzdušné síly
- Sovětský svaz
  - Sovětské letectvo
- Spojené království
  - Royal Air Force
  - Fleet Air Arm
- Spojené státy americké
  - United States Army Air Forces
- Švédsko
  - Švédské letectvo
- Švýcarsko
  - Švýcarské vzdušné síly
- Turecko
  - Turecké letectvo

### Civilní uživatelé
- Kanada
  - Spartan Air Services
- Mexiko
  - Coculum Aeronautica SA de CV
- Spojené království
  - British Overseas Airways Corporation
- Švýcarsko
  - Swissair (krátkodobý provoz 1 letounu internovaného za války, později předaného švýcarskému vojenskému letectvu)
- Turecko
  - Hlavní mapovací ředitelství

## Specifikace (Mosquito B Mk.XVI)

### Technické údaje
- Osádka: 2 (pilot, navigátor)
- Rozpětí: 16,51 m
- Délka: 13,56 m
- Výška: 5,31 m
- Nosná plocha: 42,18 m²
- Hmotnost prázdného letounu: 6486 kg
- Maximální vzletová hmotnost: 11 339 kg
- Pohonná jednotka: 2 × kapalinou chlazený vidlicový dvanáctiválec Rolls-Royce Merlin 76/77 (na jednom z motorů je instalován kompresor pro přetlakování pilotní kabiny)
- Výkon motoru: 1710 H.P. (1275 kW)

### Výkony
- Maximální rychlost: 667 km/h ve výšce 8534 m
- Dostup: 11 277 m
- Počáteční stoupavost: 868 m/min
- Dolet: 2092 km

### Výzbroj
- max. 1814,36 kg pum

### Avionika
- přístroj pro hyperbolickou radionavigaci GEE